# Ořechov (Letovice)
Ořechov (německy Worzechow) je vesnice, dnes součást města Letovice v okrese Blansko. Ořechov tvoří jednu ze základních sídelních jednotek města a zároveň je jedním z jeho katastrálních území. V roce 2011 zde trvale žilo asi 50 obyvatel.
Vytváří západní část Jasinova, místní části Letovic. Ves leží v údolí potoka Bohuňovky, na okraji přírodního parku Halasovo Kunštátsko, a prochází jí zeleně značená turistická trasa.
Ořechov byl od roku 1850 samostatnou obcí v okrese Boskovice. Na přelomu 19. a 20. století jeho název kolísal mezi tvary „Ořechov“ a „Vořechov“. Po druhé světové válce se stal součástí Letovic a v rámci něj je částí Jasinova.